# Cacimba de Dentro
Cacimba de Dentro, municipio en el estado de Paraíba (Brasil), localizado en la microrregión del Curimataú Oriental.
Está distante 171 kilómetros de João Pessoa, capital del estado de la Paraíba. Fue fundada el 27 de setiembre de 1959.

## Geografía
El municipio está incluido en el área geográfica de cobertura del semiárido brasileño, definida por el Ministerio de la Integración Nacional en 2005. Esta delimitación tiene como criterios el índice pluviométrico, el índice de aridez y el riesgo de sequía.
De acuerdo con el IBGE (Instituto Brasileño de Geografía y Estadística), en el año de 2009 su población era estimada en 17.149 habitantes. Posee área territorial de 168 km².

### Hidrografía
El municipio de Cacimba de Dentro está en la cuenca hidrográfica del río Curimataú.

### Carreteras
- PB-111

## Administración
- Prefecto: Edmilson Gomes de Souza (2013/2016)
- Presidente de la cámara: Luis Martiniano (2015/2016)